# Mydromera nolckeni
Mydromera nolckeni är en fjärilsart som beskrevs av Otto Staudinger 1875. Mydromera nolckeni ingår i släktet Mydromera och familjen björnspinnare. Inga underarter finns listade i Catalogue of Life.